# Silver Fang
Silver Fang (japanska: (銀牙 -流れ星 銀 Ginga: Nagareboshi Gin; 'Silverhuggtand – Stjärnfallet Silver'?) är en mangaserie som 1986 även blev en TV-anime i 21 avsnitt, skapad av Yoshihiro Takahashi. Den har sedermera även fått en uppföljare, Weed – Silver Fangs son.
Silver Fang var av de första animeserierna som vann popularitet även i Sverige. Den första svenska utgivningen vid slutet av 1980-talet var en nedklippt, dubbad version med 18 avsnitt, på fyra VHS-kassetter. 2003 utgavs serien i en DVD-box, men nu oklippt och på japanska med svensk text. Gunnar Ernblad översatte den svenska dubbningen.
I Finland har fansen, efter många önskemål, fått mangan Silver Fang översatt till finska – med titeln Hopeanuoli. Den började ges ut maj 2010 med takten en volym i månaden. Sista mangan, volym 18, släpptes november 2011. De har även fått Meteor Gin, mangan med alla Silver Fangfakta, översatt. Sedan december 2011 har man även börjat översätta mangan Weed – Silver Fangs son, under den finska titeln WEED.
En mindre musikal baserad på serien har även turnerat i flera finländska städer.

## Handling
I de snöiga japanska bergen härjar den väldiga björnen Akakabuto (betyder ungefär Den Röda Hjälmen). Detta hemska vidunder sätter skräck i alla i området. Här föds den tigerrandiga akitahunden Gin. Han kommer av den gamle jägaren Gohei Takeda att tränas till björnhund, precis som sin far Riki och farfar Shiro före honom. De tränar hårt och redan som valp är Gin en stark och otroligt snabb liten hund. En dag då de är ute och jagar träffar de på en stor flock med vildhundar som också verkar strida mot björnarna. Gins instinkter får honom att följa efter flocken. Han får då reda på att de tänker färdas runt i Japan för att finna de bästa och starkaste hannarna. Då de är tillräckligt många ska de besegra Akakabuto.
Gin bestämmer sig för att lämna Gohei och sin omtänksamme unga husse Daisuke för att tillsammans med gruppen börja det långa sökandet efter fler hannar. Och för att besegra Akakabuto.

## Rollfigurer
Gin/Silver
(japanska: 銀?) Gin är en akita som föds in i en vänlig familj i byn (regionen?) Akita i norra Japan. Han har tigerrandig päls, silvertigrerad, därav sitt namn Silver. Redan vid födseln är hans öde bestämt. Han är ämnad att bli en björnhund precis som sin far och farfar. Då Gin är en vecka gammal får han se sin pappa Riki slåss med den enorma björnen Akakabuto. Han slåss modigt och detta blir ett minne som Gin aldrig glömmer. Striden får dock en tragisk utgång då Riki kastas ner i en ravin av Akakabuto.
Efter detta tränas Gin av Gohe Takeda ("Farfar"), och blir en minst lika bra björnhund som sin pappa Riki och sin farfar Shiro. Vid sex månaders ålder möter Gin för första gången vildhundarna. Det är något i deras natur som lockar honom att följa dem. Han imponerar på Ben, ledaren av den första plutonen, och får träffa den store ledaren. Ledaren råkar till och med vara Riki, Gins far som genom ett mirakel överlevt. Han känner dock inte igen Gin.
Gin bestämmer sig för att följa med Bens pluton i sökandet efter hannar över hela Japan så att de kan besegra Akakabuto. Under färden bevisar Gin mer än en gång sin otroliga styrka och snabbhet. Han besegrar bland annat Kogahundarnas ledare. Det blir Gin som efter Ben tar över ledarskapet för den första plutonen och tar även senare över ledarskapet för alla vildhundarna. Gin är en ung hund som vill visa vad han går för. Han visar tidigt att hans psykiska mognad vida överstiger många av de andra hundarnas. Han är den absolut snabbaste hunden av dem alla.
I Weed – Silver Fangs son har han en maka vid namn Sakura, och de har en son kallad Weed.
Riki
(japanska: リキ, 'styrka/stark'?) Riki är en akita som sedan hans far Shiro dog tränades av Gohei Takeda till att bli en björnhund som sin far Shiro. Han blev snabbt en erkänt duktig sådan och är den enda björnhunden i området efter att Aka och Don (två följeslagare) blir dödade.
En dag är han ute och jagar med Gohei då de blir attackerade av Akakabuto. Riki skyddar sin husse och utkämpar en stor kamp med björnen. Hans nyfödda valp Gin dyker upp under striden, tillsammans med sin husse Daisuke. Efter att ha slagits med björnen ensam under en längre tid förlorar han och kastas ner i en ravin. Ingen tvivlar på att han skulle vara något annat än död. Det är en djup ravin och ingen ska ha kunnat klara fallet. Men som av ett mirakel överlever Riki. Han har förlorat sitt minne utom hatet mot Akakabuto och björnarna. Hans kropp är sargad av ärr efter den tuffa striden med Akakabuto och han vill ha hämnd. Under sex månader samlar han ihop en mindre arme av hundar som delar hans hat mot björnarna. Det är vid detta tillfälle han träffar Gin, sin son, för andra gången. Han känner dock inte igen honom.
Riki är vildhundarnas store ledare och han leder dem i det stora slaget mot Akakabuto. I den sista striden, då alla trott att den hemska björnen är död, reser den sig upp en sista gången och skadar Riki allvarligt. Det är då som Gin använder familjedödartekniken (i mangan kommer attacken från vargarna, Riki lär sig den efter ha räddat en), Zetzo Tenrou battouga (Sirius flygande huggtand/dödsslaget), som Riki precis har lärt honom, och dödar Akakaboto. Riki säger till Gin att han vill att Gin ska bli ledare för den stora flocken av vildhundar. Några sekunder efter att han har sagt det dör han. Ledarskapet för den stora flocken av vildhundar går då till hans son, Gin. I uppföljaren WEED ser man Rikis själ i slutslaget mellan Hougen och Weed. Och bland några moln i slutet någonstans.
Fuji
(japanska: 富士, 'makalös'?) Fuji är Gins mamma. Hon är en trofast akita som ägs av Daisukes familj. Hon får valpar med Riki som ägs av Gohei Takeda. Det är därför han får ta Gin och träna honom hur han vill. De andra hundvalparna får stanna hemma i det trygga huset med Fuji.
Ben
(japanska: ベン?) Ben är en grand danois. Han är född och uppvuxen i staden Kofu med en vänlig husse, som tillbringar mycket tid att jaga tillsammans med honom. Han är ledare för den första plutonen och efter Riki den mest respekterade hunden.
Ben är den sortens ledare som utan att tveka skulle offra livet för någon av de andra hundarna. Detta får man se exempel på då hans pluton blir förgiftad. Han är den siste att ta motgiftet. Detta offer får konsekvensen att Ben förlorar synen och söker upp sin gamla husse för vård. Behandlingen lyckas och han blir frisk och kan återvända i tid för de stora striderna. Han ser tidigt Gins potential och utser honom till plutonens nye ledare. Men den dåliga synen återkommer och i WEED är han så gott som blind.
Ben är oerhört stark. I den sista striden sliter han ensam ut en björn från en grotta och kastar iväg den. Han är också den som gör den första attacken på Akakabuto. Många gånger får Ben visa prov på sina starka ledaregenskaper och hans tålmodighet och styrka får bl.a. den mäktiga Moss att ansluta sig till gruppen. Tillsammans med Cross får Ben tre valpar; Ken, George och Minnie. Han är en av Silver Fangs bästa vänner.
Akame/Rödöga
(japanska: 赤目?) Akame leder de vita Igahundarna, av rasen kishu, mot de hemska Kogahundarna i en kamp som varat i generationer. Deras herrars förfäder var de första ninjorna i Japan, de som skapade ninjutsitekniken i Iga/Koga-området i Japan. Som valpar lär de sig de tekniker som får dem att röra sig så snabbt att det uppfattas som att de blir osynliga. Kampen mellan de båda grupperna kretsar kring det heliga huset där Igahundarna håller till, som de försvarar mot Kogas anfall. Under en av sina färder genom skogen blir han skjuten av Bens husse då de två är ute och jagar. De tror inte sina ögon, de trodde de skjutit mot en flygande ekorre som kastade sig mellan grenarna men istället var det Akame. Han blir omhändertagen av Bens husse som hoppas kunna träna upp honom.
Då hans ben läkt ber han Ben hjälpa honom att bli fri så han kan ta sig hem till sina sex valpar och sin flock. Ben visar medlidande för Akame och hjälper honom. Akame, Jinnai och Kirikaze, blir de som följer gruppen i kampen mot Akakabuto och de andra björnarna. Akame kommer i framtiden att bli en av Gins närmsta män.
John
(japanska: ジョン Jon?) John, schäfer, är uppfostrad och tränad av Hidetoshi. Tillsammans kom de att bygga upp en ömsesidig respekt och tillit till varandra. John har med sin husse jagat många av de vilda djur runtom i världen. Han möter vildhundarna första gången samtidigt som Gin. Till skillnad från Gin blir inte John lika imponerad av deras styrka. Han tror inte att hundarna kan döda björnarna på egen hand. Det går inte utan människorna med sina gevär tänker han, och lämnar flocken.
Av någon anledning återvänder han senare för att utmana Riki om ledarskapet. De slåss, och för första gången förlorar han. Då beslutar han sig för att arbeta för honom och går med i flocken. Efter den stora striden med Akakabuto kommer John att verka som en av Gins närmaste män.
Tigerbröderna
För fyra år sedan, då de tre Kaibröderna Akatora, Kurotora och Chutora var blott en månad gamla, lämnades de bland bergen i en låda utanför hemstaden Kofu av sin husse för att dö. Ganska snart blir de överfallna av en jätteorm. Tack vare de tre kai-ken-hundarnas fruktansvärda temperament kastar de sig över ormen. De bet och slet och lyckades döda ormen och äta upp den. Sedan de själva blivit övergivna och lyckats överleva, ställer de alltid upp för att hjälpa andra hundar.
Under sina unga år träffar de också Ben. Då de små valparna attackeras av en mård (vildhund i dubben, och Ten betyder mård på japanska) kommer Ben och räddar deras liv. Ben, som vet om deras förmåga, söker upp dem och övertalar dem att följa med i kampen mot Akakabuto. De ställer upp utan att tveka när de känner igen sin livräddare. De är alla tre helt orädda. Ja, de är inte ens rädda under slutstriden med Akakabuto. Akatora offrar sig för att rädda Ben genom att ta Akakabutos enda öga och dör. Förlusten av honom ger nytt mod till de andra.
– Akatora/Röda Tigern
(japanska: 赤虎?) "Röda tigern". De tre tigerbrödernas ledare.
– Chutora/Mellantigern
(japanska: 中虎?) "Mellantigern" bland tigerbröderna, i den svenska dubben Gråa tigern.
– Kurotora/Svarta tigern
(japanska: 黒虎?) Den yngsta av tigerbröderna, med hetsigt temperament. Han finns med i uppföljaren Weed, då med sina brorsöner och sonen Kagetora i slutstriden.
Sniper
(japanska: スナイパー, Sunaipā?) Denna grymma och elaka dobermann har gått med i flocken på själviska grunder. Han delar inte de andra hundarnas mål att besegra Akakabuto. Sniper, som också kallas Officern, vill bara bli hundflockens ledare och få makt. Sniper är grym och iskall och förmodligen tränad till vakthund på någon anläggning någonstans. Att han måste kliva över döda kroppar för att nå sina mål är inte någonting han ser som ett problem.
Som närmast i ledet i hierarkin under Riki står Sniper. Då ledaren någon gång dör kommer han vara beredd att ta över ledarskapet. Att Ben börjar väcka respekt hos de andra hundarna och stiga i graderna i flocken får honom att inse att han måste bli av med honom innan det är för sent. Den ende som ser upp till Sniper och känner till hans planer är den fega hunden Hyena.
Moss
(japanska: モス, Mosu?) Moss är en stor hund av rasen mastiff och ledare över en grupp hundar i dimmiga bergen. Sniper försöker skapa krig mellan Moss och Bens grupper så att han sedan ska kunna ta över gruppen. Det slutar med att Gin lyckas vinna över Moss, hans son Jaguar och resten av "Dimmigabergstruppen" på sin sida.
Benizakura
(japanska: 紅桜. 'Purpur körsbärsblomma'?) Han är av rasen Tosa och den starkaste hunden i världen. Han har tillbringat i stort sett hela sitt liv på ön Shikoku. Han träffar en ung pojke som blir hans nya husse och tränare i kampsporten.
En dag träffar Benizakura på en liten silvrig tigerrandig valp, Gin. Gin utmanar Benizakura på strid och det är då Benizakura inser att han vill viga sitt liv till något bra. Han ger sitt liv till Gin och går med i kampen mot Akakabuto. Men när hundarna träffar på björnen Mosa drar Benizakura ner björnen i en sjö (vilket är det enda sättet att döda den på). Benizakura fastnar i ett rep nere i botten och detta blir slutet för honom.
Gins bröder
Gins båda bröder kallas Gyan (japanska: ギャン, gyan?) och Hyaan (japanska: ヒャーン, hyaan?) av fans, efter skrin de utstöter.
Kurojaki
(japanska: 黒邪鬼 'svart djävul'?) Kurojaki är Kogaklanens ledare och far till Chibi, visar total lojalitet till det heliga huset och blir till slut ett med det, då han kastar sig in i det brinnande eldhav orsakat av Akame. Då den vita hunden bränner ner huset för att stoppa kriget de under flera år har utkämpat mellan varandra.
Chibi
(japanska: チビ, 'lillen/plutten'?) Chibi är Kurojakis son, följer med Moss när Gin besegrar Koga. I uppföljaren Weed – Silver Fangs son har han fått namnet Tesshin.
Shiro
(japanska: シロ, 'vit'?) Shiro är Rikis far och Gins farfar och en akita. Shiro blir dödad av Akakabuto när Riki är en valp.
Cross
(japanska: クロス Kurosu?) Den enda tiken i flocken och av rasen saluki. Ingick i gruppen för att besegra Akakabuto då hon blivit övergiven av sin husse när hon försökte försvara honom. I och med detta så förlorar hon all förtroende för människan och beslutar att inte har något med dem att göra längre. I slutet av serien så blir hon även dräktig med Bens valpar och föder dem strax innan Ben ska ut i strid med den stora monsterbjörnen.
Akakabuto
(japanska: 赤カブト?) Akakabuto eller Akaka Booto som det skrevs på svenska VHS:erna är en monstruös svartbjörn som styr Ohu-bergen och har sitt näste i tvillingpasset. Akakabutos kännetecken är en röd strimma som löper från nacken till korsryggen. Akakabutos centrala nervsystem blev skadat när hans högra öga blev bortskjutet av Gohei Takeda, vilket gör den till en aggressiv och livsfarlig björn som aldrig går i ide. Akakabuto dödas av Gin i slutet av animen med stor hjälp av alla vildhundar.

## Översättningar av namn
- Ginga: Nagareboshi Gin: Silver Fang: Meteor Silver - Silverhuggtand: meteoren Silver
- Gin: Silver
- Riki: Styrka
- Fuji: Fuji berg
- Shiro: Slott, vit
- Chibi: Dvärg, Barn
- Akame: Rödöga/Rött öga
- Kōga: Gammal klan från Japan
- Iga: Gammal klan från Japan
- Benizakura: Röd/Karmosin Körsbärsblomma
- Kisaragi: Månkalenders andra månad
- Kurotora: Svart/Mörk tiger
- Akatora: Röd tiger
- Chūtora: Mellan tiger
- Akakabuto: Röd hjälm
- Madara: Fläckig
- Kurojaki: Svart/Mörk djävul
- Uzuki: Månkalenders fjärde månad
- Cross: Ett kors
- Kirikaze: dimmavind
- Rikiō: Kungen av styrka

## Svenska röster
- Staffan Hallerstam - Silver/Gin, Daisuke, Akatora, Hyena med flera
- Gunnar Ernblad - Riki, Gohei Takeda, Ben med flera
- Peter Harryson - Akame, John, Moss, Sniper, Hidetoshi, Daisukes far med flera
- Beatrice Järås - Cross, Smith, Fuji, Daisukes mor med flera
- Sture Ström - Wilson, Musashi, Terry med flera
- Kit Sundqvist - jägare i film 2

## Originalröster
- Eiko Yamada - Silver/Gin
- Banjou Ginga - Riki
- Michihiro Ikemizu - Rödöga/Akame
- Hideyuki Hori - John
- Hiedyuki Tanaka - Ben
- Kouji Totani - Akatora
- Hiromi Tsuru - Cross
- Daisuke Gouri - Moss
- Sho Hayami - Kisaragi
- Takeshi Aono - Sniper
- Kyouko Tonguu - Smith
- Kazuhiko Kishino - Musashi
- Yuusaku Yara - Great
- Kouji Nakata - Kurojaki
- Hidekatsu Shibata - Bill
- Kouichi Hashimoto - Wilson
- Masagaru Satou - Terry + Kirikaze
- Masashi Hironaka - Oliver
- Masato Hirano - Lloyd
- Ryouichi Tanka - Kurotora + Hakuro
- Takeshi Aoki - Benizakura
- Shigeharu Matsuda - Hyena
- Yukiko Riwa - Fuji
- Chika Sakamoto - Daisuke
- Takeshii Watabe - Gohei Takeda
- Hirotaka Suzuoki - Hidetoshi
- Kouji Yada - Daisukes far
- Keiichi Noda - berättare

- Takayuki Miyauchi - sångare i filmmusiken
- Goro Ohmi - musik

## Skillnader i olika dubbar
Ett par mindre skillnader finns mellan de olika dubbningarna när det gäller namn, val av röster etc.
- I den ungerska dubbningen (Ezuyst Nyil) har flera karaktärer döpts om: Daisuke heter Daniel, Takeda heter Fábian. Hundarna har även andra namn: John heter César, Cross heter Bella och Sniper heter Sátan.

- Terrys röst görs av en kvinna i den finländska dubbningen, i de andra dubbningarna görs rösten av en man.

- Smiths röst görs av en man i den danska, norska, finländska och ungerska dubbningen. De japanska och svenska versionerna är de enda där rösten görs av en kvinna (trots att Smiths karaktär är en hane valde man en kvinnlig röstskådespelare under produktionen i Japan).